# Operand
Operand je v matematice název pro vstupní hodnotu matematické operace nebo operátoru. Například při sčítání
1 + 2 = 3
je '+' operátor a 1 a 2 jsou operandy. Počet operandů, které jsou u dané operace (operátoru) potřeba, udává aritu operace (operátoru). Rozlišujeme operace (operátory) unární s jedním operandem, binární s dvěma, ternární s třemi atd. V informatice může být na práci s konstantami nahlíženo jako na nulární operace.
U základních aritmetických operací mají operandy zvláštní názvy. Pro operaci sčítání, resp. násobení se oba operandy nazývají stejně sčítanec, resp. činitel, neboť tyto operace jsou komutativní. Avšak u odčítání, resp. dělení, které jsou nekomutativní, rozlišujeme menšenec (číslo, od kterého se odečítá) a menšitel (číslo, které se odečítá), resp. dělenec (číslo, které se dělí) a dělitel (číslo, kterým se dělí).
S termínem operand je možné se setkat také při zápisu počítačových programů v programovacích jazycích.